# Keisha Grey

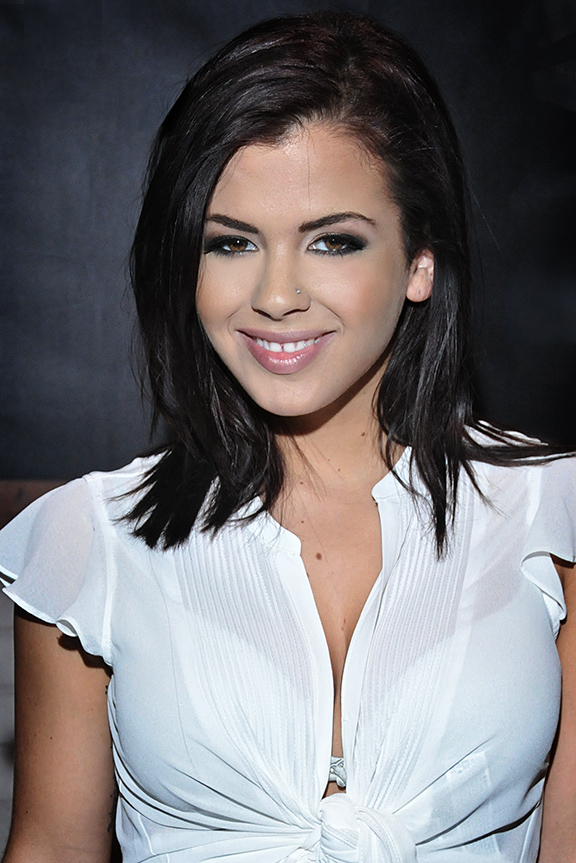
Keisha Grey (2015)

Keisha Grey (* 9. Juni 1994 als Kelsey Marie Caproon in Tampa, Florida) ist eine US-amerikanische Pornodarstellerin.

## Werdegang
Caproon ist irischer und spanischer Abstammung. Sie arbeitete in einem Café und einer Pizzeria, bevor sie ihre Karriere im August 2013 in der Pornofilmbranche startete.
Im Dezember 2013 schloss sich Grey der Agentur Motley-Modelle an. Sie ist selbst ein Fan von Pornografie und ihre Lieblingsdarsteller sind Sasha Grey und James Deen. Ihre Agenten schlugen den Nachnamen „Grey“ für ihren Künstlernamen vor, da sie von ihrer Faszination von Sasha Grey wussten. „Keisha“ war seit der High School ihr Spitzname gewesen. Im Jahr 2017 ließ sich Caproon ihr Pseudonym „Keisha Grey“ als eingetragene Handelsmarke rechtlich schützen. Im Jahr 2021 tat die Darstellerin dies auch mit den beiden Namen „Little Keish“ und „Kelsey Caproon“.
Greys erste Interracial-Szene drehte sie für den ersten Teil der Filmreihe My First Interracial des Studios Blacked.com. Grey wurde 2016 auf der Liste „The Dirty Dozen: Porn’s biggest stars“ von CNBC auf Platz 12 gerankt. Im Gegensatz zu vielen anderen Pornodarstellerinnen hat sie natürliche Brüste. Im Jahr 2016 veröffentlichte das Studio Elegant Angel den Film „Keisha Grey is Tit Woman“ der in Anlehnung an ähnliche Filme wie Buttwoman, Slutwoman und Squirtwoman jeweils Darstellerinnen aufgrund besonderer Merkmale würdigt. Grey ist in allen vier Szenen des Films zu sehen.
Grey hat bisher für folgende Studios gedreht: Jules Jordan Video, Bang Bros, HardX, Wicked Pictures, Reality Kings, Evil Angel, Digital Playground, Elegant Angel, Brazzers und Vixen Media Group.

## Auszeichnungen
- 2014: NightMoves Award als Best New Starlet (Editor’s Choice)
- 2016: AVN Award für Best Group Sex Scene in „Gangbang Me 2“ (mit Mick Blue, James Deen, Jon Jon, John Strong & Erik Everhard)[7]
- 2016: NightMoves Award für Best Boobs (Fan Choice)
- 2017: AVN Award in der Kategorie Best Group Sex Scene für Orgy Masters 8 (zusammen mit Casey Calvert, Katrina Jade, Jojo Kiss, Goldie Rush, Lexington Steele, Prince Yahshua, Rico Strong)[8]

## Filmografie (Auswahl)
- 2014: Keisha
- 2014: Slut Puppies 8
- 2014: Threesome Fantasies Fulfilled 3
- 2014: My First Interracial
- 2014: Big Mouthfuls 28
- 2014: Super Cute 2
- 2014: Young & Glamorous 6
- 2015: Big Anal Asses 3
- 2015: Stacked 3
- 2015: Car Wash Girls 3
- 2015: Gangbang Me 2
- 2015: Big Wet Tits 14
- 2015: The Bombshells 6
- 2015: Oil Overload 13
- 2015: Monster Curves 30
- 2015: Women Seeking Women 115
- 2016: Keisha Grey Is Tit Woman
- 2016: Tonight’s Girlfriend 50
- 2016: Mandingo Massacre 9
- 2016: Bang POV 1
- 2016: Internal Damnation 11
- 2016: The Stepmother 14
- 2016: DP Cuties
- 2016: Oil Explosion 1
- 2017: Interracial DP
- 2017: Interracial Icon 4
- 2017: Bang Bus 67
- 2017: Alexis Loves Girls
- 2017: The Art of Anal Sex 6
- 2017: Interracial Gang Bang
- 2017: Natural 2
- 2018: Natural Beauties 10
- 2019: Threesome Fantasies Fulfilled 14